# سدبری (ماساچوست)
سدبری، ماساچوست
سدبری (به انگلیسی: Sudbury) شهرکی در شهرستان میدلسکس ایالت ماساچوست می‌باشد که در سال ۱۶۳۹ بنیان‌گذاری شده‌است. این شهرک در سرشماری سال ۲۰۱۰ میلادی، ۱۷٬۶۵۹ نفر جمعیت داشته‌است.